# Plateforme de glace de George VI
La plateforme de glace de George VI occupe le détroit de George VI entre l'île Alexandre-Ier et la Terre de Palmer. Elle s'étendait sur environ 26 000 km2 en 1974, environ 25 000 km2 en 1995, et 23 434 km2 en 2013.
Cette plateforme flotte sur relativement chaud du fait de l'influence des eaux circumpolaires profondes, et subit une fonte estivale importante en surface, avec de nombreuses mares de fonte.